# Sierra (lớp tàu ngầm)
Tàu ngầm lớp Sierra, định danh của Liên Xô là Project 945 Barrakuda và Project 945A Kondor, (ký hiệu của NATO là Sierra I và Sierra II), là một lớp tàu ngầm tấn công chạy bằng năng lượng hạt nhân của Hải quân Liên Xô, và nay đang hoạt động trong thành phần trang bị của Hải quân Nga.
Lớp tàu ngầm Sierra rất đặc biệt do trọng lượng nhẹ và có thân tàu làm từ titanium giúp tàu có khả năng lặn rất sâu, giảm tiếng ồn và giúp tàu ngầm lẩn tránh các đòn tấn công bằng ngư lôi. Tàu ngầm lớp Sierra được trang bị một lò phản ứng áp lực nước OK-650.
Phiên bản nâng cấp là Sierra II được phát triển để tìm kiếm và tiêu diệt các tàu ngầm hạt nhân của Mỹ. Tốc độ và khả năng lặn sâu của nó lớn hơn các tàu ngầm tấn công hạt nhân của Mỹ vào thời điểm nó ra đời. Đồng thời nó cũng được nâng cao mức độ tàng hình về thuỷ âm.

## Các phiên bản

### Project 945Barrakuda(Sierra I)
Tàu ngầm đầu tiên thuộc Project 945, Carp, được đặt keel vào tháng bảy năm 1979 tại nhà máy đóng tàu Gorky và được hạ thuỷ vào tháng Tám năm 1983 trước khi được chuyển đến Severodvinsk. Tàu ngầm thứ hai được đóng mang tên Kostroma, khởi đóng tháng Bảy năm 1986  được đưa vào hoạt động tháng Chín năm 1987. K-276 Kostroma được đưa lên ụ cạn sau sự kiện ngày 11 tháng Hai năm 1992 khi nó va chạm với tàu ngầm SSN-689 của Hải quân Mỹ trên biển Barents, ngoài khơi đảo Kildin. Tàu ngầm được sửa vào ngày 3 tháng 6 năm 1992 trước khi được đổi tên thành Krab vào ngày 6 tháng 4 năm 1993, nhưng nó lại được giữ lại cái tên cũ của mình là Kostroma vào năm 1996. Tàu ngầm lớp Sierra I cũng đồng thời được trang bị các pod thoát hiểm cho thuỷ thủ đoàn. Pod được bảo vệ bởi vỏ hình chữ V bên cạnh thân tàu ngầm.

### Project 945AKondor(Sierra II)
Tàu ngầm Project 945A �dài hơn 5 m so với tàu ngầm Sierra I. Cột tàu ngầm có dạng phẳng và vuông cạnh. Cột kính tiềm vọng được thay đổi vị trí để có chỗ cho hai kén thoát hiểm. Mạn phải của tàu ngầm cũng có 10 điểm gắn sensor môi trường. Ngoài ra, Sierra II cũng có pod cỡ lớn bên trên cánh vây đuôi. Pod này chứa sonar thụ động tần số rất thấp Skat 3.
Chỉ có hai tàu ngầm thuộc lớp tàu ngầm Sierra II, tàu Pskov đã trải qua đại tu (2011-2015) theo như nguồn từ trang web Deep Storm của Nga. Cũng theo trang tin này, tàu ngầm Nizhniy Novgorod nằm dưới quyền chỉ huy của Thuyền trưởng cấp 1 Alexey Ananko  hai năm 2008 và 2013.
Cả tàu ngầm Nizhniy Novgorod và Pskov đã tham gia tập trận lớn vào tháng 10 năm 2019.

### Project 945AB (Sierra III)
Chiếc tàu ngầm duy nhất thuộc Project 945AB khởi đóng vào tháng 3 năm 1990 nhưng sau đó đã bị tháo dỡ vào tháng 11 năm 1993 trước khi hoàn tất.

## Kế hoạch hiện đại hoá Barrakuda (Sierra I)
Nga có kế hoạch hiện đại hoá tàu ngầm Carp và Kostroma thuộc Project 945 vào những năm 2010s, nhưng không bao giờ hoàn thiện. Một hợp đồng hiện đại hoá 2 tàu ngầm được ký kết với nhà máy đóng tàu Zvezdochka Shipyard, Severodvinsk, với dự kiến việc tái trang bị sẽ mất khoảng 3 năm. Ban đầu người ta dự kiến tàu ngầm sẽ được chuyển đến xưởng đóng tàu Zvezdochka trước thời điểm cuối tháng Tư năm 2013 và việc tu sửa sẽ bắt đầu vào mùa hè năm 2013. Theo kế hoạch, xưởng đóng tàu Zvezdochka sẽ đảm nhiệm việc tân trang, sửa chữa các chi tiết cơ khí, và thay mới nhiên liệu hạt nhân cùng với các thiết bị điện của con tàu. Các tàu ngầm cũng dự kiến sẽ được trang bị sonar mới, hệ thống quản lý chiến đấu (combat information management system (BIUS)), hệ thống định vị vệ tinh GLONASS cùng với việc trang bị các tên lửa hành trình Kalibr. Tuy nhiên, vào tháng Ba năm 2015, việc hiện đại hoá hai chiếc tàu ngầm chưa được hoàn tất do vấn đề chi phí.

## Đơn vị
| #     | �Tên             | Dự án | Khởi đóng                | Hạ thuỷ                  | Đưa vào trang bị          | Hạm đội            | Tình trạng                 | Ghi chú                                                             |
| ----- | ---------------- | ----- | ------------------------ | ------------------------ | ------------------------- | ------------------ | -------------------------- | ------------------------------------------------------------------- |
| B-239 | Carp             | 945   | ngày 20 tháng 7 năm 1979 | ngày 29 tháng 7 năm 1983 | ngày 29 tháng 9 năm 1984  | Hạm đội Phương Bắc | Dự trữ                     |                                                                     |
| B-276 | Kostroma         | 945   | ngày 21 tháng 4 năm 1984 | ngày 26 tháng 7 năm 1986 | ngày 27 tháng 11 năm 1987 | Hạm đội Phương Bắc | �Dự trữ                    | Quá trình sửa chữa bị ngừng vô thời hạn tính đến tháng Bảy năm 2018 |
| B-534 | Nizhniy Novgorod | 945A  | ngày 15 tháng 2 năm 1986 | ngày 8 tháng 7 năm 1989  | ngày 26 tháng 12 năm 1990 | Hạm đội Phương Bắc | Vẫn hoạt động đến năm 2019 |                                                                     |
| B-336 | Pskov            | 945A  | ngày 29 tháng 6 năm 1989 | ngày 28 tháng 7 năm 1992 | ngày 17 tháng 12 năm 1993 | Hạm đội Phương Bắc | �Hoạt động                 | Sửa chữa xong năm 2015.                                             |